# Cronologia del big-bang
Aquesta cronologia del big-bang descriu els esdeveniments d'acord amb la teoria científica àmpliament acceptada del big-bang, utilitzant el paràmetre del temps cosmològic com les coordenades comòbils. Les observacions suggereixen que l'univers com el coneixem va començar fa uns 13 700 (± 120) milions d'anys. Des de llavors, l'evolució de l'univers ha passat per tres fases. L'univers molt primigeni, encara poc entès, va ser la fracció de segon que l'univers estava tan calent que les partícules tenien energies més altes que les que es poden aconseguit en acceleradors de partícules a la terra. Així, mentre les característiques bàsiques d'aquesta època han estat resoltes en la teoria del big-bang, els detalls estan àmpliament basats en conjectures.
Seguint aquest període, l'evolució de l'univers procedir d'acord amb la coneguda física d'alta energia a l'univers primigeni. Va ser llavors quan es van formar els primers protons, neutrons i electrons, després els nuclis i finalment els àtoms. Amb la formació d'hidrogen neutre, s'emeté el fons còsmic de microones. Finalment, l'època de les formacions estructurals començà, quan la matèria començà a agregar-se en els primers estels i els quàsars, i posteriorment galàxies, agrupacions galàctiques i supercúmuls, fins a l'univers que ara coneixem. El futur de l'univers és incert i desconegut tot i que hi ha diferents teories sobre la seva evolució.

Gràfica cronològica del big-bang

## L'univers molt primigeni
Tota la nostra comprensió  cosmogònica de l'Univers molt primigeni és especulativa. Cap experiment amb acceleradors actual aconseguit provar les altes energies necessàries com per proporcionar alguna evidència sòlida sobre aquest període. Els escenaris difereixen radicalment. Algunes idees són l'estat inicial Hartle-Hawking, el paisatge de la teoria de cordes, la inflació brana, la cosmologia de les cordes gasoses i l'Univers ecpiròtic. Algunes d'aquestes idees són mútuament compatibles, altres no.

### L'era Planck
Fins a 10–43 segons després del big-bang
D'acord amb teories temptatives i que de moment no han tingut confirmació empírica adequada com la supersimetria i d'altres teories que inclourien les  teories de la gran unificació inicialment el que avui dia veiem com quatre forces fonamentals independents: electromagnetisme, interacció nuclear feble, interacció nuclear forta i la gravetat, serien manifestacions d'una única força fonamental, descrits per un lagrangià únic. Així les constants d'acoblament d'aquestes quatre forces fonamentals haurien tingut el mateix valor i el grup de simetria d'aquesta teoria inclouria els grups parcials de simetria de les quatre forces fonamentals, raó per la qual s'afirma que estarien unificades en una única força fonamental.
Poc es coneix sobre aquesta època, encara que diferents teories fan diferents prediccions. La teoria d'Einstein de la relativitat general prediu una singularitat espaciotemporal abans d'aquest temps, però sota aquestes condicions la teoria s'espera que fracassi a causa dels  efectes quàntics. Els físics esperen que les teories proposades de la gravetat quàntica, així com la teoria de cordes i la gravetat quàntica de bucles, eventualment conduiran a una millor comprensió d'aquesta època.

### L'època de la Gran Unificació
Entre 10–43 segons i 10–36 segons després del big-bang
Com l'Univers s'expandeix i es refreda des de l'època de Planck, la gravetat es comença a separar de les  interaccions de gauge: l'electromagnetisme i les interaccions nuclears feble i forta. La física a aquesta escala es pot descriure per una gran teoria d'unificació en la qual els grups de gauge del model Estàndard s'integra en un grup molt més gran, que es trenca per a produir les forces de la natura observades. Eventualment, la gran unificació es trenca quan la interacció nuclear forta se separa de la força electrofeble. Això hauria de produir monopols magnètics. La unificació de les forces electrofebles i fortes significa que l'única partícula en aquest temps és el bosó de Higgs.

### L'època electrofeble
Entre 10–36 segons i 10–12 segons després del big-bang
La temperatura de l'univers és prou baixa (1028K) per separar la forta força de la força electrofeble (el nom per a les forces unificades de l'electromagnetisme i la interacció feble. Aquesta fase de transició provoca un període d'expansió exponencial conegut com a inflació còsmica. Després la inflació s'acaba, les interaccipns de partícules són encara prou energètiques per crear un gran nombre de partícules exòtiques, incloent-hi bosons W i Z i bosons de Higgs.

### L'època inflacionària
Entre 10–36 segons i 10–32 segons després del big-bang
La temperatura i, per tant, el temps, en què la inflació còsmica va passar no es coneix. Durant la inflació, l'Univers és  allisat (la seva curbatura espacial és crítica) i l'univers entra en una fase d'expansió ràpida homogènia i isòtropa en què les bases de la formació d'estructures s'asseuen en la forma d'un espectre primordial de fluctuacions quasi-invariants en escala. Part de l'energia dels fotons es converteixen en quarks virtuals i Hiperons, però aquestes partícules es desintegren ràpidament. Un escenari suggereix que abans de la Inflació Còsmica, l'univers era fred i buit, i l'immens calor i energia associada amb els primers estats del big-bang es crearien en el canvi de fase associat amb la finalitat de la inflació.
D'acord amb el model ΛCDM, l'energia fosca és present com una propietat de l'espai en ell mateix, començant immediatament després del període d'inflació, com es descriu en l'equació d'estat. ΛCDM no diu res sobre l'origen físic fonamental de l'energia fosca però representa la densitat energètica de l'univers pla. Les observacions indiquen que havia existit per almenys 9.000 milions d'anys.

#### Rescalfament
Durant l'escalfament, l'expansió potencial que hi va haver durant la inflació cessa i l'energia potencial del camp inflató es descompon en calor, plasma relativista de partícules. Si la gran unificació és una característica del nostre univers, la inflació còsmica ha de passar a la vegada o després que la simetria de la gran unificació es trenca, d'una altra manera els monopols magnètics es podrien observar en l'Univers visible. En aquest moment, l'Univers està dominat per la radiació i es formen els quarks, els electrons i els neutrins.

#### Bariogènesi
L'univers actual sembla contenir molts més barions que antibarions. Aquesta asimetria només pot explicar-se acceptant algun tipus de violació de la simetria CP, llavors una partícula i la seva corresponent antipartícula no es comportarien de manera simètricament equivalent en l'evolució temporal de l'univers. Ja que l'univers té simetria CPT, la violació CP és possible si existeix també violació T (temporal).
La bariogènesi asimètrica requereix a més que l'equilibri químic sigui molt més ràpid que l'equilibri tèrmic, perquè en expandir l'univers tingui una composició homogènia. A més les condicions de Sakharov s'han de complir poc temps després de la inflació. Hi ha indicis que indiquen que és possible en models físics coneguts i de l'estudi de les teories de la gran unificació, però el quadre complet no és conegut.

## L'univers primigeni
En aquest punt, l'Univers està farcit de plasma de quarks-gluons. Des d'aquest punt endavant la física de l'univers primigeni es coneix millor i és menys especulativa.

### Trecant la supersimetria
Si la supersimetria és una propietat del nostre univers, llavors s'ha de trencar a una energia tan baixa com 1 TeV, l'escala de simetria electrofeble.les masses de les partícules i les seves superpartícules podrien llavors no ser iguals, amb la qual cosa s'explicaria perquè cap superpartícula de partícules conegudes s'ha observat mai.

### L'època delquark
Entre 10–12 segons i 10–6 segons després del big-bang
En el trencament de la simetria electrofeble, al final de l'època electrofeble, totes les partícules fonamentals es pensa que adquireixen una massa via el mecanisme de Higgs en el qual el bosó de Higgs adquireix un valor expectatiu de buit. La interacció fonamental de la gravitació, electromagnetisme, la interacció forta, i la interacció feble agafen la seva presència actual, però la temperatura de l'univers encara és massa alta per a permetre els quarks unir-se per formar hadrons.

### L'època de l'hadró
Entre 10–6 segons i un segon després del big-bang
El plasma quark-gluó del qual està compost l'univers es refreda fins a poder formar hadrons, incloent barions com els protons i els  neutrons. Aproximadament un segon després del big-bang els neutrins se separen i comencen a viatjar lliurement per l'espai. Aquest fons còsmic de neutrins, encara que difícilment es pugui observar en detall, és anàleg al fons còsmic de microones que fou emès molt posteriorment.

### L'època delleptó
Entre 1 segon i 10 segons després del big-bang
La majoria dels hadrons i anti-hadrons s'aniquilen entre ells al final de l'època dels hadrons, deixant leptons i anti-leptons dominar la massa de l'univers. Aproximadament 10 segons després del big-bang la temperatura de l'univers cau al punt on els nous parells leptons/anti-leptons ja no es creen i la majoria dels leptons i anti-leptons s'eliminen en reaccions d'aniquilació, deixant petits residus de leptons.

### L'època delfotó
Entre 10 segons i 380 000 anys després del big-bang
Després de l'aniquilació de la majoria de leptons i anti-leptons al final de l'època del leptó l'energia de l'univers està dominada pels fotons. Aquests fotons estan encara interaccionant freqüentment amb protons carregat, electrons i eventualment nuclis, i continuaran així durant 300 000 anys.

### Nucleosíntesi
Entre 3 minuts i 20 minuts després del big-bang
En aquest moment, l'Univers s'ha refredat prou perquè es comencin a formar els nuclis atòmics. Els protons (ions d'hidrogen) i neutrons es comencen a combinar en nuclis atòmics en processos de fusió nuclear. Això no obstant, la nucleosíntesi dura uns disset minuts. Al final de la nucleosíntesi, uns tres minuts després del big-bang (el llibre de Steven Weinberg sobre l'Univers primigeni es va titular Els Tres Primers minuts de l'Univers) l'Univers s'havia refredat fins al punt que la fusió nuclear va parar. En aquest moment, hi ha unes tres vegades més ions d'hidrogen que nuclis de ₄He i només escasses quantitats d'altres nuclis.

### Dominació de la matèria: 70 000 d'anys
En aquest moment, les densitats de matèria no-relativista (nuclis atòmics) i radiació relativista (fotons) són iguals. La longitud de Jeans, que determina les estructures més petites que es poden formar (a causa de la competència entre l'atracció gravitacional i els efectes de la pressió), comença a caure i les pertorbacions, en comptes de començar a aniquilar-per la circulació lliure de radiació, va poder començar a créixer en amplitud.
D'acord amb el model Lambda-CDM, en aquest estadi, la matèria fosca freda domina, preparant el camí al col·lapse gravitacional per amplificar les diminutes heterogeneïtats que queden per la inflació còsmica, fent regions més denses i regions enrarides més enrarides. Això no obstant, com les teories actuals no són concloents, no hi ha un consens fins als orígens primigenis, com existeix per la matèria bariònica.

### Recombinació: prop de 377 000 anys

Les dades del WMAP mostren les variacions del fons de radiació de microones a través de l'Univers des de la nostra perspectiva, encara que les variacions actuals són més suaus que el que suggereix el diagrama.

Els àtoms d'hidrogen i heli es comencen a formar i la densitat de l'Univers disminueix. Això es pensa que ocorregué uns 377 000 anys després del big-bang L'hidrogen i l'heli ionitzats al principi, els electrons no estan lligats als nuclis, els quals, per tant, estan carregats elèctricament (1+ i 2+ respectivament). Conforme l'univers es refreda, els ions capturen els electrons, fent-los neutres. Aquest procés és relativament ràpid (de fet més ràpid per a l'heli que per a l'hidrogen) i es coneix com a recombinació Al final de la recombinació, la majoria dels àtoms de l'univers són neutres, per tant els fotons poden viatjar lliurement; l'univers és ara transparent. Els fotons emesos just després de la recombinació viatgen lliurement i són els que podem observar en el fons còsmic de microones, per tant són un dibuix de l'Univers d'aquella època.

### Èpoques fosques
En aquesta època, molt pocs àtoms són ionitzats, així que l'única radiació emesa és l'spin de 21 cm de la  línia de l'hidrogen neutre. Actualment hi ha un esforç observacional en procés per detectar aquesta radiació tènue, com és en principi una eina més potent que el fons de radiació de microones per estudiar l'Univers primigeni.
Abans que es produís el desaparellament la majoria dels fotons de l'univers interaccionaven amb electrons i protons en el fluid fotó-barió. Degut a això l'univers era opac o boirós. Hi ha llum però llum que no podem observar des dels telescopis. La matèria bariònica de l'univers consisteix en plasma ionitzat, i només es converteix en neutre quan guanya electrons neutres lliures durant la recombinació, i llavors alliberant els fotons i creant els fons còsmic de microones. Quan s'alliberen el fotons (o desparellament) l'univers es converteix en transparent. En aquesta època, molt pocs àtoms són ionitzats, així que l'única radiació emesa és l'spin de 21 cm de la línia de l'hidrogen neutre. Actualment hi ha un esforç observacional en procés per detectar aquesta radiació tènue, com és en principi una eina més potent que el fons de radiació de microones per estudiar l'Univers primigeni.

## Formació d'estructures

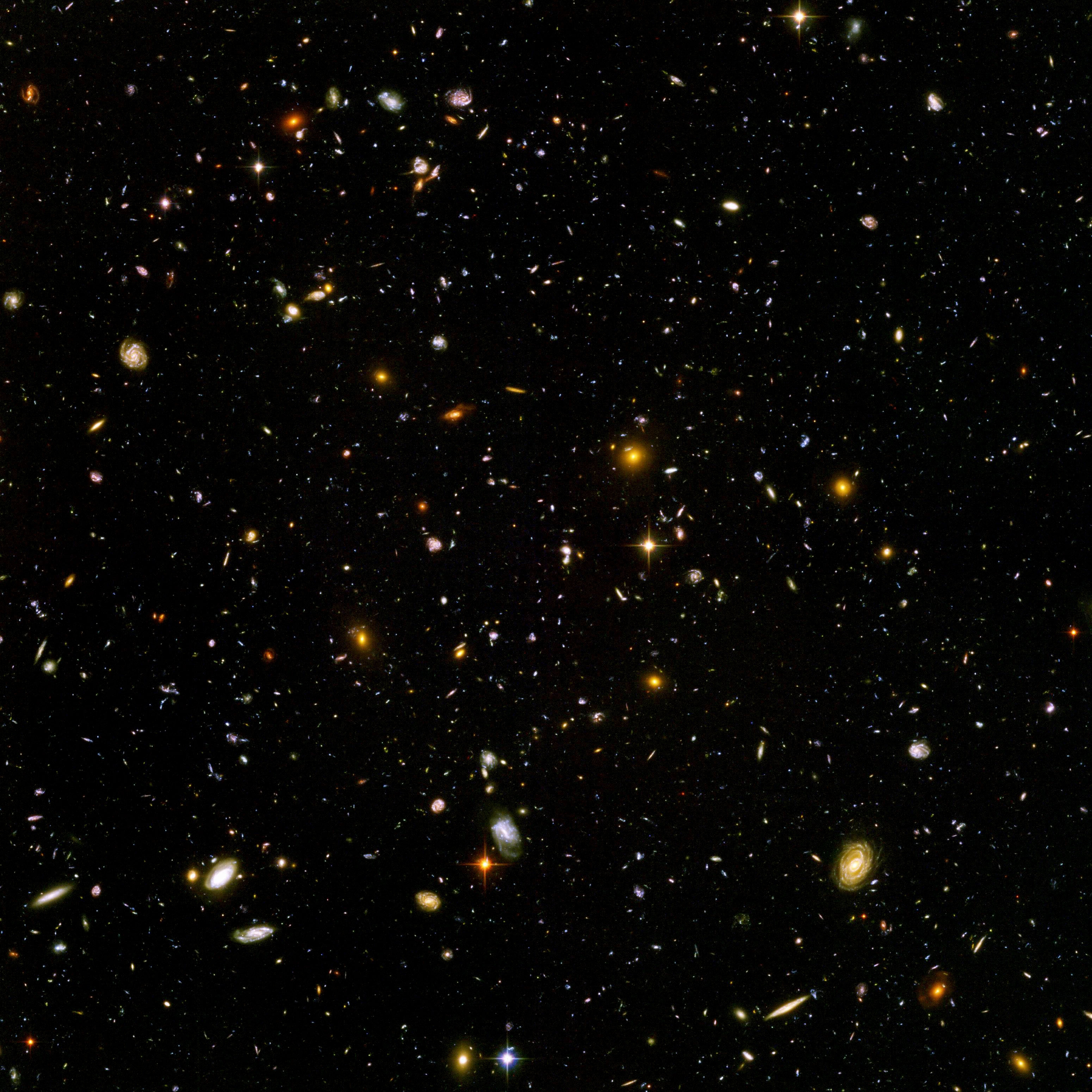
El Camp ultra profund del Hubble sovint exhibeix galàxies d'una era antiga que ens diu com era l'Era Estel·lífera.

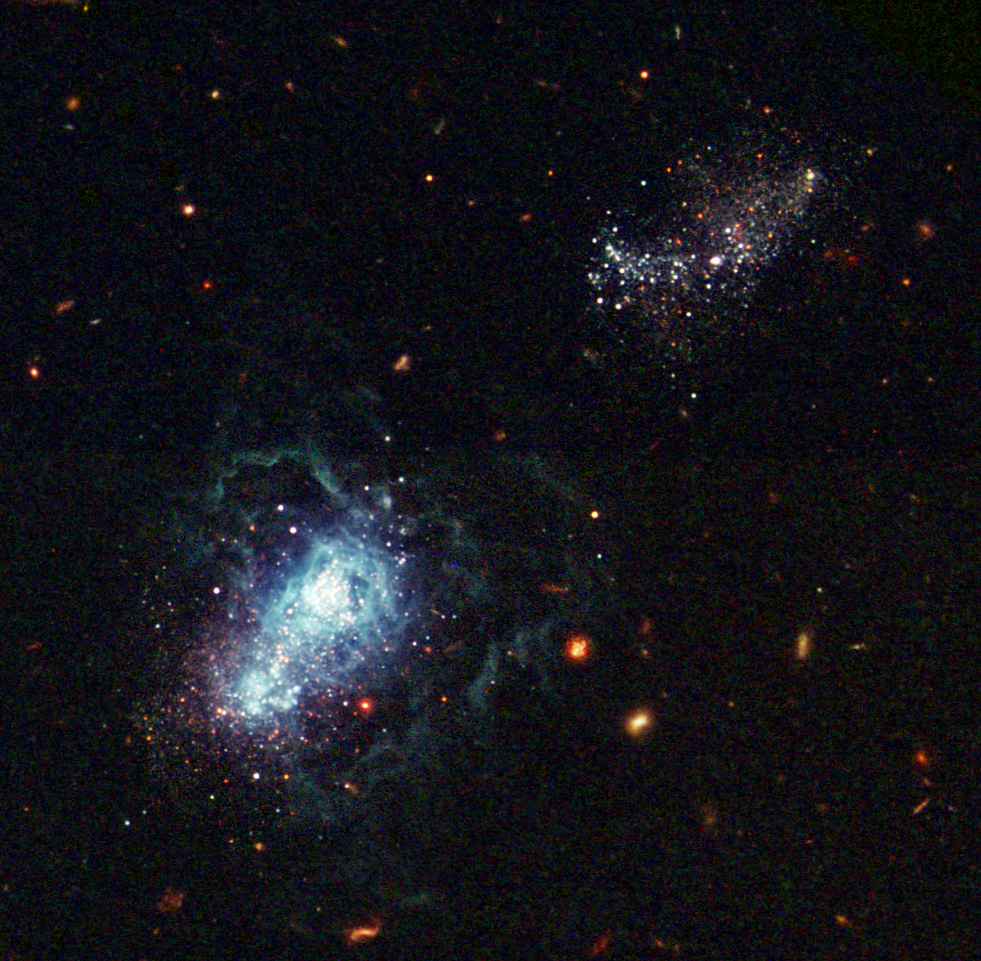
Una altra imatge del Hubble mostra una galàxia infantil formant-se a prop, que vol dir que ha passat recentment a l'escala temporal cosmològica. Aquesta és la prova que l'Univers no està acabat amb la formació de galàxies.

La formació d'estructures en el model del big-bang avancen jeràrquicament, les estructures petites es formen abans que les grans. Les primeres estructures que es van formar van ser els quàsars, que es pensa que són brillants, les primeres galàxies actives i les estrelles de la població III. Abans d'aquesta època, l'evolució de l'Univers podria comprendre a través de la teoria de la pertorbació lineal cosmològica: totes les estructures es podrien comprendre com petites desviacions d'un Univers homogeni perfecte. Això és computacionalment relativament fàcil d'estudiar. En aquest moment es comencen a formar les estructures no lineals i el problema computacional es fa molt més difícil, convertint-se en, per exemple, simulacions-N amb milers de milions de partícules.

### Reionització
Els primers quàsars es van formar del col·lapse gravitacional. La intensa radiació que emeten, reioniza l'Univers circumdant. Des d'aquest punt en endavant, bona part de l'Univers es compon de plasma.

### Formació de les estrelles
Les primeres estrelles, segurament de la Població III, es formaren i començaren el procés de convertir els elements lleugers que es van formar al big-bang (hidrogen, heli i liti) en elements més pesants. Això no obstant, com encara no s'han observat estels de població III, la seva formació és un misteri.

### Formació de galàxies
Els grans volums de matèria col·lapsen per formar una galàxia. Les estrelles de la Població II es formaren aviat en aquest procés i les estrelles de la Població I es formaren després.
El projecte de Johannes Schedler ha identificat un quàsar CFHQS 1641+3755 a 12 700 milions d'anys llum, quan l'univers era només un 7 per cent del que és ara.
L'11 de juliol de 2007, Richard Ellis i el seu equip usant un telescopi de 10 metres del California Institute of Technology de Pasadena trobaren sis galàxies amb formació estel·lar a 13 200 milions d'anys llum i, per tant, creades quan l'univers tenia només 500 milions d'anys. Actualement només es coneixen uns 10 objectes tan primigenis.
El camp ultra profund del Hubble mostra un nombre de petites galàxies convergint per a formar més grans a 13 000 milions d'anys llum, quan l'univers tenia el 5% de l'edat actual.
Basant-se en la nova ciència de la nucleocosmocronologia, el prim disc galàctic de la Via Làctia s'estima que es formà fa 8,3 ± 1 800 milions d'anys.

### Formació de grups, cúmuls i supercúmuls
L'atracció gravitacional atreu les galàxies les unes a les altres per a formar grups, cúmuls i supercúmuls.

### Formació del sistema solar, 8 000 milions d'anys
Finalment, es formen els objectes de l'escala del nostre sistema solar. El nostre Sol és una estrella de generació tardana, incorporant les runes de moltes generacions d'estrelles primigènies i format fa uns 5 000 milions d'anys o uns 8 000 o 9 000 milions d'anys després del big-bang.

### Avui, 13 700 milions d'anys
Les millors estimacions actuals de l'edat de l'Univers diuen que avui han passat 13 700 milions d'anys des del big-bang. Com l'expansió de l'Univers sembla que s'està accelerant, els supercúmuls es consideren com les estructures més grans que es podran mai formar a l'Univers. Aquesta expansió accelerada evita qualsevol estructura inflacionària d'entrar a l'horitzó i evita la formació de noves estructures gravitacionalment unides.